# Identificació de trucada

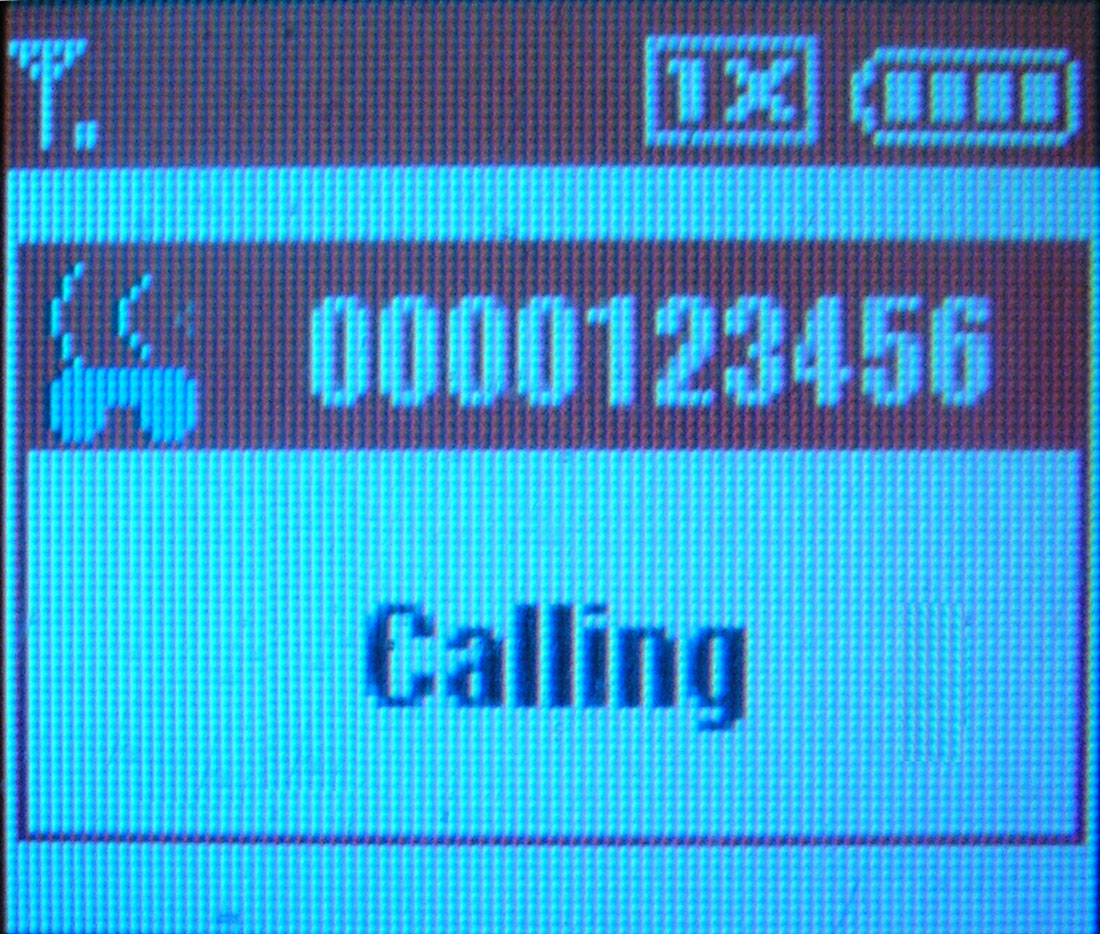
Identificació de trucades.

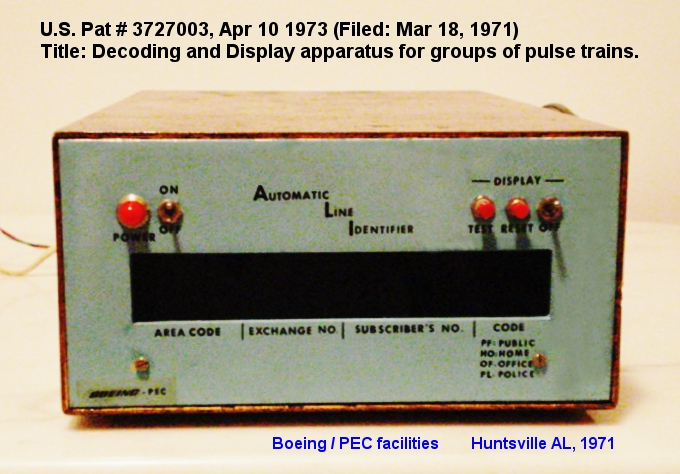
Identificador de trucades primitiu, patentat 1973

La identificació de trucades o CLI, Caller-ID, CND és un sistema que emet les dades d'identificació de l'originari d'una trucada que es transmet abans de despenjar el telèfon, sempre que l'originari no hagi restringit la seva presentació.
Aquest codi s'envia a l'interlocutor mitjançant una trama en modulació FSK, entre el primer i el segon senyal de trucada, pel que cal esperar per poder-lo visualitzar.
Existeixen diversos estan adars d'enviament de CLI, sent els més usats el ETSI-ITU V23, British Telecom i el Bellcore 202 per a les trucades per línies analògiques.
En les trucades de XDSI o enllaços primaris, el CLI es transmet en uns dígits a través del canal D de l'enllaç.
En les trucades GSM es transmet així mateix a través de la senyalització digital de control.

## Història
El 1968, en Theodore George "Ted" Paraskevakos, mentre treballava a Atenes, Grècia com a enginyer de comunicacions per SITA, va començar a desenvolupar un sistema per identificar automàticament a qui realitzava una trucada. Després de diversos intents i experiments, va desenvolupar el mètode en què el número des del que truca és transmès al dispositiu receptor. Aquest mètode és la base de la tecnologia actual d'identificació de trucades.
Des de 1969 fins a 1975, Paraskevakos va expedir 20 patents relacionades amb la identificació automàtica de línia telefònica, que es llisten a continuació.
| País          | Nombre de patent | Data       | Descripció |
| ------------- | ---------------- | ---------- | --- |
| Grècia        | 40176            | 28/05/1969 | Aparell per a la decodificació i visualització de la identificació del dispositiu telefònic de trucada al dispositiu receptor.                                                                             |
| Grècia        | 37541            | 19/06/1969 | Aparell per a la decodificació i visualització de la identificació del dispositiu telefònic de trucada al dispositiu receptor.                                                                             |
| Grècia        | 37733            | 27/06/1969 | Mètode de transferència automàtica mitjançant impulsos elèctrics de la identificació del dispositiu de trucada i visualització automàtica al dispositiu receptor en telefonia urbana i de llarga distància |
| Grècia        | 38280            | 16/10/1969 | Mètode de transferència automàtica mitjançant impulsos elèctrics de la identificació del dispositiu de trucada i visualització automàtica al dispositiu receptor en telefonia urbana i de llarga distància |
| Grècia        | 39092            | 26/01/1970 | Mètode de transferència automàtica mitjançant impulsos elèctrics de la identificació del dispositiu de trucada i visualització automàtica al dispositiu receptor en telefonia urbana i de llarga distància |
| Grècia        | 42452            | 08/09/1970 | Aparell per a la decodificació i visualització de la identificació del dispositiu telefònic de trucada al dispositiu receptor.                                                                             |
| França        | 2.133.267        | 15/04/1971 | Procediment et appareil pour enregistrar li numéro du pal Téléphonique dont un appel proviente |
| Japó          | 22983/1971       | 17/05/1971 | Aparell per a la generació i transmissió d'informació digital |
| França        | 2.152.356        | 07/09/1971 | Aparell generador i de selecció de tren d'impulsos |
| Grècia        | 43263            | 10/09/1971 | Mètode de transferència automàtica mitjançant impulsos elèctrics de la identificació del dispositiu de trucada i visualització automàtica al dispositiu receptor en telefonia urbana i de llarga distància |
| Grècia        | 43999            | 10/02/1972 | Aparell i mètode per a visualitzar automàticament la identificació d'un dispositiu que crida al dispositiu receptor                                                                                        |
| Sud-àfrica    | 71/3894          | 03/05/1972 | Aparell per a la generació i transmissió d'informació digital |
| Itàlia        | 935035           | 01/12/1972 | Aparell per a la generació i transmissió d'informació digital |
| Estats Units  | 3727003          | 10/04/1973 | Aparell per decodificació i visualització d'un grup de tren de dades |
| Canadà        | 938363           | 01/11/1973 | Aparell de decodificació i visualització |
| França        | 7132207          | 04/01/1974 | Aparell per a la generació i transmissió d'informació digital |
| Estats Units  | 3812296          | 21/05/1974 | Aparell per a la generació i transmissió d'informació digital |
| Gran Bretanya | 1362411          | 04/12/1974 | Aparell per a la generació i transmissió d'informació digital |
| Gran Bretanya | 1362412          | 04/12/1974 | Aparell generador i de selecció de tren d'impulsos |
| Austràlia     | 458,841          | 24/07/1975 | Sistema telefònic |

## Estàndards

### Tecnologia Ring-FSK

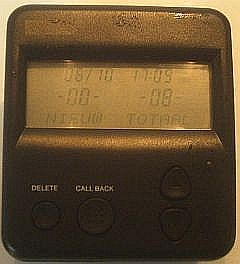
Antic identificador de trucades.

Un senyal telefònic es genera per una ona alterna de 70 s aproximadament amb una freqüència de 20 hertz amb un interval de 2 s sonant i 4 s de silenci.

### Representació de la marca i l'espai
La informació a visualitzar viatja en una cadena de dades entre el primer i segon impuls de trucada (senyal de 20Hz d'uns 70V). El sistema emprat és binari per desplaçament de reqüència on l' 1  és denominat marca i el  0  és denominat espai.
La marca és representada per una freqüència de 1200 Hz amb una tolerància de l'1% (12 Hz) mentre que l'espai es fa amb una freqüència de 2200 kHz amb una tolerància de l'1%.
La velocitat de transmissió és de 1200 bps, sèrie i asíncrona.

### Estàndards emprats
Usualment els països usen diferents estàndards per transmetre la identificació de trucada. Com a resultat d'això, els telèfons comprats en un país poden no ser compatibles amb l'estàndard usat en un altre país. Per exemple, a l'Argentina s'usa el sistema ETSI, mentre que al Brasil el DTMF. També hi ha casos on cada estat o província d'un país usa diferents Protocols. Així mateix també existeixen convertidors d'identificació de trucada que tradueixen entre un estàndard a un altre.
| País         | Estàndard emprat                               |
| ------------ | ---------------------------------------------- |
| Argentina    | ETSE FSK                                       |
| Austràlia    | Bellcore FSK                                   |
| Brasil       | DTMF                                           |
| Canadà       | Bellcore FSK                                   |
| Xile         | ETSE FSK                                       |
| Xina         | Bellcore FSK                                   |
| Colòmbia     | Bellcore FSK/ETSE FSK                          |
| Equador      | ETSE FSK                                       |
| Espanya      | ETSE FSK                                       |
| Estats Units | Bellcore FSK                                   |
| Hong Kong    | Bellcore FSK                                   |
| Itàlia       | ETSE FSK                                       |
| Japó         | V23 FSK                                        |
| Mèxic        | Bellcore FSK/ETSE FSK                          |
| Regne Unit   | SIN227 (V23 FSK abans de la primera campanada) |
| Taiwan       | DTMF/ETSE FSK                                  |
| Uruguai      | DTMF                                           |